# يوليوس بريشت
يوليوس بريشت (بالألمانية: Julius Precht) (و. 1871 – 1942 م) هو فيزيائي، وأستاذ جامعي من الرايخ الألماني . ولد في ولاية بريمن.
توفي في هانوفر ، عن عمر يناهز 71 عاماً.